# التصنيفات الدولية لسوريا
- وول ستريت جورنال ومؤسسة التراث: مؤشر الحرية الاقتصادية لعام 2008، حلّت سوريا في المرتبة 144 من بين 157 دولة.
- صندوق النقد الدولي: الناتج المحلي الإجمالي (الاسمي) للفرد 2007، حلّت سوريا في المرتبة 111 من بين 182 دولة.
- صندوق النقد الدولي: الناتج المحلي الإجمالي (الاسمي) 2007، حلّت سوريا في المرتبة 63 من بين 181 دولة.
- المنتدى الاقتصادي العالمي: مؤشر التنافسية العالمية 2008-2009، حلّت سوريا في المرتبة 78 من بين 134 دولة.

تتضمن هذه المقالة التصنيف الدولي سوريا:

## التركيبة السكانية
| الاسم                             | الرتبة | من     | المصدر                         | ملاحظات                                     | السنة       |
| --------------------------------- | ------ | ------ | ------------------------------ | ------------------------------------------- | ----------- |
| 23,344,074 عدد المواطنين السوريين | 55     | 228    | المكتب المركزي للإحصاء (سوريا) | عدد المواطنين السوريين 23,344,074           | 2015        |
| متوسط العمر المتوقع               | 129    | 194    | منظمة الصحة العالمية           | 68 متوسط العمر المتوقع                      | 2013        |
| معدلات الولادة                    | 74     | 224    | كتاب حقائق العالم              | 22.76 مولوداً لكل 1000 نسمة/سنة              | 2014        |
| معدل الوفيات                      | 151    | 225    | كتاب حقائق العالم              | 6.51 حالة وفاة لكل 1000 نسمة/سنة            | 2014        |
| معدل الطلاق                       | 26     | عالمياً | الأمم المتحدة                  | 1.0 حالة طلاق لكل 1000 نسمة/سنة             | 2006        |
| التمدن حسب الدول                  | 100    | 195    | الأمم المتحدة                  | 56% من السوريين حضريون                      | 2005 - 2010 |
| وفيات الرضع                       | 73     | 188    | كتاب حقائق العالم              | 15.02 حالة وفاة بين الرضّع لكل 1000 ولادة    | 2005 - 2010 |
| وفيات الأمهات                     | 59     | 135    | منظمة الصحة العالمية           | 110 لكل 100,000 سنوياً                       | 2001        |
| متوسط العمر المتوقع               | 113    | 224    | كتاب حقائق العالم              | سيصل متوسط عمر المواطن السوري إلى 74.69 سنة | 2015        |

## التصنيفات الاقتصادية
- وول ستريت جورنال ومؤسسة التراث: مؤشر الحرية الاقتصادية لعام 2008، حلّت سوريا في المرتبة 144 من بين 157 دولة.
- صندوق النقد الدولي: الناتج المحلي الإجمالي (الاسمي) للفرد 2007، حلّت سوريا في المرتبة 111 من بين 182 دولة.
- صندوق النقد الدولي: الناتج المحلي الإجمالي (الاسمي) 2007، حلّت سوريا في المرتبة 63 من بين 181 دولة.
- المنتدى الاقتصادي العالمي: مؤشر التنافسية العالمية 2008-2009، حلّت سوريا في المرتبة 78 من بين 134 دولة.

## التصنيفات البيئية
- جامعة ييل: مؤشر الاستدامة البيئية 2021، حلّت سوريا في المرتبة 50 من 149

## الجغرافيا
- المساحة الإجمالية في المرتبة 88 من بين 233 دولة.

## العولمة
- AT Kearney / مجلة السياسة الخارجية: مؤشر العولمة 2007، حلّت سوريا في المرتبة 109 من بين 122 دولة.

## التصنيفات العسكرية
- مركز الدراسات الاستراتيجية والدولية: القوات النشطة في المرتبة 22 من بين 166 دولة [1]
- معهد الاقتصاد والسلام، مؤشر السلام العالمي، حلّت سوريا في المرتبة 92 من 144 [2]

## التصنيفات السياسية
- منظمة الشفافية الدولية: مؤشر مدركات الفساد لعام 2008، حلّت سوريا في المرتبة 147 من بين 180 دولة.
- مراسلون بلا حدود: مؤشر حرية الصحافة العالمي لعام 2008، حلّت سوريا في المرتبة 159 من بين 173 دولة.
- مؤشر الديمقراطية الصادر عن مجلة الإيكونوميست عام 2008، احتلت المرتبة 156 من بين 167 دولة
- صنفت وحدة الاستخبارات الاقتصادية الربيع العربي في المرتبة الرابعة [3]

## التصنيفات الاجتماعية
- الأمم المتحدة: مؤشر التنمية البشرية 2010، حلّت سوريا في المرتبة 111 من بين 169 دولة
- مؤشر جالوب العالمي للرفاهية لعام 2010، حلّت سوريا في المرتبة 122 من أصل 155 [4]

## التصنيفات التكنولوجية
- مؤشر جاهزية الشبكات للمنتدى الاقتصادي العالمي 2007-2008، حلّت سوريا في المرتبة 110 من بين 127 دولة [5]